# دهستان کیلخورتهانگ
دهستان کیلخورتهانگ (به لاتین: Kilkhorthang Gewog) یک دهستان در کشور بوتان است که در ناحیهٔ تسیرنگ واقع شده‌است.